# Charibert II

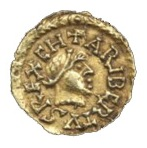
Guldmynt av Caribert II

Charibert II (född 606 eller 610, död 8 april 632) frankisk merovingisk kung 629-632 med sin huvudstad i Toulouse.

## Biografi
När Chlothar II dog 629 ärvde hans äldste son Dagobert I, redan kung av Austrasien, hela frankerriket, något som var mycket ovanligt hos de merovingiska frankerna. Genom sin farbror Brodulf gjorde den minderårige Charibert anspråk på Neustrien utan framgång. Under de efterföljande förhandlingarna överlät Dagobert det traditionellt självständiga Akvitanien, med städerna Toulouse, Cahors, Agen, Périgueux och Saintes, till sin halvbror som övertagit Gascogne genom sitt giftermål med Gisela, arvtagerska efter Amand av Gascogne. När Chariberts styrkor underkuvat basker ingick även Baskien i hans maktsfär. Dagobert lät kort därefter mörda Brodulf.
Charibert, som blev gudfar till Dagoberts son Sigibert 631, blev 632 på Dagoberts order mördad i Blaye i Gironde tillsammans med sin son Chilperik, varpå Akvitanien tillföll Dagobert och han blev kung över hela frankerriket. Både Charibert II och hans son ligger begravda i den romanska basilikan Saint-Romain i Blaye.
Chariberts överlevande son Boggis (626-688), hertig av Akvitanien, var far till helgonet Hubertus, som överlåtit sina jordiska tillgångar till sin yngre bror som inledde den följd av akvitanska hertigar som varade ända till 778 då Karl den store dödade Loup II, den siste hertigen.